# La reina anónima
La reina anónima es una película cómica española de 1992 dirigida por Gonzalo Suárez y protagonizada por Carmen Maura y Marisa Paredes. 

## Argumento
La vida de Ana nunca volverá a ser la misma desde el momento en que recibe la visita de una mujer extraña. Detrás de ella, una serie de personajes irrumpirán en su casa.

## Reparto
| Intérprete              | Personaje     |
| ----------------------- | ------------- |
| Carmen Maura            | Ana Luz       |
| Marisa Paredes          | Desconocida   |
| Juanjo Puigcorbé        | Marido        |
| Jesús Bonilla           | Pintor        |
| Cristina Marcos         | Amante        |
| Pepa López              | Amiga         |
| Kiti Mánver             | Profesora     |
| Gabriel Garbisu         | Joven         |
| El Gran Wyoming         | Marido 2      |
| Isabel Ruiz de la Prada | Chica 1       |
| Clara Sanchis           | Chica 2       |
| Hugo Gorban             | Dios          |
| Nancho Novo             | Policía 1     |
| Joaquín Climent         | Policía 2     |
| Juan Viadas             | Antenista     |
| Aitor Mazo              | Operario TV 1 |
| Carles Alberola         | Operario TV 2 |
| Esther Bizcarrondo      | Ana Luz niña  |
| Concha García Campoy    | Enfermera     |
| Carlos Bermejo          | Intérprete TV |
| Ana Leza                | Intrusa       |
| Begoña Caso             | Intrusa       |
| Cristina Torrecilla     | Intrusa       |
| Marta Molina            | Intrusa       |
| Jesús Daniel de la Casa | Intruso       |
| José Sixto              | Intruso       |
| Jesús Hernández         | Intruso       |
| Cristina Zumárraga      | Intrusa       |
| Mónica Rodríguez        | Intrusa       |
| Marta Gracia            | Intrusa       |
| Pepe López              | Intrusa       |
| Paco Villar             |               |
| Jesús Daniel            |               |